# 80-й меридіан східної довготи
80-й меридіан східної довготи — лінія довготи, що лежить на 80 градуси східніше Гринвіцького меридіана. Вона проходить від Північного полюса через Північний Льодовитий океан, Азію, Індійський океан, Південний океан та Антарктиду до Південного полюса.
80-й меридіан східної довготи формує велике коло разом із 100-тим меридіаном західної довготи.

## Список географічних об'єктів, що перетинає 80° сх. д.
Починаючи на Північному полюсі та рухаючись до Південного полюса, 80-й меридіан східної довготи проходить через:
| Координати                                                 | Країна, територія або море | Примітки                                                                                        |
| ---------------------------------------------------------- | -------------------------- | ----------------------------------------------------------------------------------------------- |
| 90°0′ пн. ш. 80°0′ сх. д. / 90.000° пн. ш. 80.000° сх. д.  | Північний Льодовитий океан |                                                                                                 |
| 81°7′ пн. ш. 80°0′ сх. д. / 81.117° пн. ш. 80.000° сх. д.  | Карське море               |                                                                                                 |
| 80°58′ пн. ш. 80°0′ сх. д. / 80.967° пн. ш. 80.000° сх. д. | Росія                      | Проходить через острів Ушакова[en]                                                              |
| 80°50′ пн. ш. 80°0′ сх. д. / 80.833° пн. ш. 80.000° сх. д. | Карське море               | Проходить західніше острова Діксон[en], Росія                                                   |
| 72°11′ пн. ш. 80°0′ сх. д. / 72.183° пн. ш. 80.000° сх. д. | Росія                      |                                                                                                 |
| 50°51′ пн. ш. 80°0′ сх. д. / 50.850° пн. ш. 80.000° сх. д. | Казахстан                  |                                                                                                 |
| 44°58′ пн. ш. 80°0′ сх. д. / 44.967° пн. ш. 80.000° сх. д. | КНР                        | Сіньцзян — приблизно на 18 км                                                                   |
| 44°48′ пн. ш. 80°0′ сх. д. / 44.800° пн. ш. 80.000° сх. д. | Казахстан                  |                                                                                                 |
| 42°22′ пн. ш. 80°0′ сх. д. / 42.367° пн. ш. 80.000° сх. д. | Киргизстан                 |                                                                                                 |
| 42°2′ пн. ш. 80°0′ сх. д. / 42.033° пн. ш. 80.000° сх. д.  | КНР                        | Сіньцзян — проходить західніше Аксу та східніше Хотана                                          |
| 35°27′ пн. ш. 80°0′ сх. д. / 35.450° пн. ш. 80.000° сх. д. | Аксай-Чин                  | Проходить через спірну територію Аксай-Чин, на яку претендують Індія та КНР                     |
| 34°39′ пн. ш. 80°0′ сх. д. / 34.650° пн. ш. 80.000° сх. д. | КНР                        | Тибет                                                                                           |
| 30°52′ пн. ш. 80°0′ сх. д. / 30.867° пн. ш. 80.000° сх. д. | Аксай-Чин                  | Проходить через спірну територію Аксай-Чин, на яку претендують Індія та КНР — приблизно на 4 км |
| 30°50′ пн. ш. 80°0′ сх. д. / 30.833° пн. ш. 80.000° сх. д. | Індія                      | Уттаракханд Уттар-Прадеш Мадг'я-Прадеш Махараштра Телангана Андгра-Прадеш Тамілнад              |
| 12°14′ пн. ш. 80°0′ сх. д. / 12.233° пн. ш. 80.000° сх. д. | Індійський океан           | Бенгальська затока                                                                              |
| 9°48′ пн. ш. 80°0′ сх. д. / 9.800° пн. ш. 80.000° сх. д.   | Шрі-Ланка                  | Проходить через півострів Джафна на острові Шрі-Ланка                                           |
| 9°36′ пн. ш. 80°0′ сх. д. / 9.600° пн. ш. 80.000° сх. д.   | Індійський океан           | Полкська протока                                                                                |
| 9°0′ пн. ш. 80°0′ сх. д. / 9.000° пн. ш. 80.000° сх. д.    | Шрі-Ланка                  | Проходить через острів Шрі-Ланка                                                                |
| 6°24′ пн. ш. 80°0′ сх. д. / 6.400° пн. ш. 80.000° сх. д.   | Індійський океан           |                                                                                                 |
| 60°0′ пд. ш. 80°0′ сх. д. / 60.000° пд. ш. 80.000° сх. д.  | Південний океан            |                                                                                                 |
| 68°2′ пд. ш. 80°0′ сх. д. / 68.033° пд. ш. 80.000° сх. д.  | Антарктида                 | Проходить через Австралійську антарктичну територію (претендує Австралія)                       |